# Sargodha
Sargodha je město v Pákistánu. Je hlavním městem Divize Sargodha ležící ve středním Paňdžábu. V roce 2023 zde žilo 976 tisíc obyvatel a šlo tak o 11. nejlidnatější město v zemi. Bylo založeno v roce 1903 a leží v nadmořské výšce asi 190 m n. m. Je jedním z pákistánských tzv. plánovaných měst (dalšími jsou mj. Islámábád, Faisalábád či Gwádar). Město je jedním z nejrychleji se rozvíjejících měst v zemi. Někdy je přezdíváno jako "město orlů". 
Sargodha leží 1202 kilometrů severně od města Karáčí, 187 kilometrů západně od Láhaur, 241 kilometrů jižně od Isámábádu, 91 kilometrů severozápadně od Faisalábádu a 223 kilometrů jižně od města Rávalpindí. Dominantním jazykem ve městě je paňdžábština. Nachází se zde několik univerzit a univerzitních kampusů, nejznámější univerzitou v regionu je zřejmě Univerzita v Sargodze. 